# Institut der Roten Professur
Das Institut der Roten Professur (russisch Институт красной профессуры Institut krasnoi professury) war von 1921 bis 1938 eine sozialwissenschaftliche Kaderuniversität der KPdSU.
Bis 1931 fungierte Michail Nikolajewitsch Pokrowski und anschließend Wladimir Gustawowitsch Groman als Dekan.

## Lehrkörper (Auswahl)
Zu den Professoren gehörten:
- Menschewiki: Nikolai Alexandrowitsch Roschkow, Isaak Iljitsch Rubin, Ljubow Issaakowna Axelrod, Wladimir Alexandrowitsch Basarow;
- Der Monarchist Sergei Fjodorowitsch Platonow;
- Aus dem Kleinbürgertum stammende Professoren: Sergei Wladimirowitsch Bachruschin, Jewgeni Wiktorowitsch Tarle, Boris Dmitrijewitsch Grekow, Wassili Wassiljewitsch Struwe, Nikolai Jakowlewitsch Marr, Abram Moissejewitsch Deborin, Nikolai Afanassjewitsch Karew.
- Zu den Mitgliedern der kommunistischen Partei gehörten die Professoren: Nikolai Iwanowitsch Bucharin, Michail Nikolajewitsch Pokrowski, Anatoli Wassiljewitsch Lunatscharski, Jemeljan Michailowitsch Jaroslawski, Karl Radek, Emmanuel Quiring, Jewgeni Alexejewitsch Preobraschenski, Nikolai Wassiljewitsch Krylenko, Jewgeni Bronislawowitsch Paschukanis, Eugen Varga, Pawel Alexandrowitsch Mif, Béla Kun, Palmiro Togliatti, Wassil Kolarow, Todor Pawlow, Wilhelm Pieck, Otto Wille Kuusinen.

## Schüler (Auswahl)
Zu den Absolventen des Institut der Roten Professur gehörten u. a.: Michail Andrejewitsch Suslow, Alexander Sergejewitsch Schtscherbakow, Nikolai Alexejewitsch Wosnessenski, Pjotr Nikolajewitsch Pospelow, Boris Nikolajewitsch Ponomarjow, Arvīds Pelše, Hugo Huppert und Pawel Fjodorowitsch Judin.